# Psilogramma nebulosa
Psilogramma nebulosa là một loài bướm đêm thuộc họ Sphingidae. Loài này có ở Queensland.